# Cristina Núñez
Cristina Núñez Salmerón (Figueras, 28 de abril de 1962) es una fotógrafa española. Vive y trabaja en Chiasso, Suiza. Su obra se centra principalmente en el autorretrato como una forma de terapia. Es una artista-fotógrafa autodidacta cuyo trabajo sobre la fotografía y el vídeo ha sido publicado y exhibido internacionalmente. En 2020 obtiene un doctorado por Publicaciones sobre su práctica y metodología en la Academia de Bellas Artes de la Universidad de Derby, en el Reino Unido.

## Trayectoria
Comenzó a trabajar el autorretrato en 1988, después de cinco años de adicción a la heroína, como una búsqueda interior y debido a la necesidad de expresar emociones difíciles. Más tarde se dio cuenta de que la práctica del autorretrato era una forma de explorar y afirmar su identidad creativa. Hasta el año 2000 produjo libros de fotografía en los que se abordaban cuestiones sociales a través del retrato: Body and Soul (1994), To Hell and Back (1995), Heaven on Earth (1998), Io sono/I am (2000). Body y Soul, fue su primera exposición en el Fondazione Studio Marangoni de Florencia (Italia).
En 2004, fascinada por el poder del medio, comenzó a invitar a otras personas a tomar autorretratos en su estudio y construyó un método articulado, los talleres The Self-Portrait Experience, que actualmente da en Italia, España, Finlandia, Canadá, Luxemburgo y Estados Unidos. The Self-Portrait Experience, que empezó por su propia necesidad de explorar la vida interior mediante el autorretrato, con directrices para una percepción intuitiva y la elección de las obras. Los talleres y conferencias siguen en galerías, museos, academias de bellas artes, prisiones y centros de salud mental para que otros experimenten el proceso creativo a través de la expresión de las emociones. Este fenómeno ha estimulado un estudio filosófico y antropológico que se ha publicado en la prensa académica en Italia y el Reino Unido.
En 2007 comenzó a armar su proyecto "Someone to Love", su autobiografía, auto-retratos, fotos de la familia, vídeo y texto. 
Sus obras han sido expuestas en los Encuentros Internacionales de la Fotografía de Arlés, en el Casino de Luxemburgo, en el Mes de la Foto en Montreal, en el Palazzo Vecchio de Florencia, en el Palazzo Reale de Milán, en el Centro Nacional del Audiovisual en Luxemburgo, en el Museo di Fotografia Contemporanea en Cinisello Balsamo, en la Galería The Private Space y Galería H2O de Barcelona, en el Peri Centro de Fotografía en Turku y en el Museo Finlandés de Fotografía en Helsinki.
Sus referencias artísticas son: Elina Brotherus, Phillip Lorca di Corcia, Tina Barney, Cindy Sherman y Tomoko Sawada, entre otros. En todos los casos se trata de artistas que usan la fotografía como medio más que como fin. En cuanto a la pintura, busca inspiración en Francisco de Goya, Diego Velázquez, Rembrandt, Gustave Courbet, Vincent van Gogh, Johannes Vermeer y muchos otros. 
Sus obras se han presentado en el Palazzo Vecchio en Florencia (1997), los Rencontres d'Arles (1998), el Centro Nacional del Audiovisual en Luxemburgo (2008), la Fabbrica del Vapore en Milán (2008), el Festival de Fotografía en Roma (2009), la Galería The Private Space en Barcelona (2010), Mois de la Photo de Monteral (2011), Casino de Luxemburgo (2011), Turku Capital Europea de Cultura (2011), Sponge Arte Contemporáneo (2013), Festival Chobi Mela Bangladés (2015) y otros.

## Últimas exposiciones
- 2015 - But Beautiful, Chobi Mela Festival, Dakha, Bangladés.
- 2014 - Someone to Love, La sala de calderas, Oslo.
- 2013 - But Beautiful, en la esponja de Arte Contemporanea, Pergola, Italia.
- 2013 - La Vie en Rose y alguien a quien amar, video y performance, Encontros da Imagem, de Braga.
- 2013 - La Vie en Rose y alguien a quien amar, video y performance, Ediciones Limites, Galerie du 4 Septembre, Arlés.
- 2013 - La Vie En Rose, estreno de video y el rendimiento, Effearte Galería, Milán.
- 2012 - Someone to Love, la galería Luova, Helsinki
- 2012 - Someone to Love, la galería H2O, Barcelona
- 2012 - Someone to Love, MS Galería, Madrid
- 2011 - Someone to Love, vista previa de vídeo, Galería H2O, Barcelona
- 2011 - Someone to Love, Skol Centro de las Artes Actuels, Mois de la Photo de Montreal de 2011.
- 2010 - Ser Superior, The Private Space Gallery, Barcelona

## Últimas exposiciones colectivas seleccionadas
- 2015 - Dinero, Les Nuits Photographiques, Pavillon Carré de Baudoin, París.
- 2015 - Historias de disparador automático, MUSAC, Museo de Arte Contemporáneo de León.
- 2014 - YO SOY, Memorias de la recuperación del apego, de la Universidad Metropolitana de Mánchester.
- 2014 - "Obras 2004-2014 e progetti del Museo di Fotografia Contemporanea", Trienal, Milán.
- 2014 - Su / Historia, Mujeres detrás de la cámara, la Galería H2O, Barcelona.
- 2013 - But Beautiful, proyección en Voies Off Festival, Arlés.
- 2013 - vídeo Someone to Love y el libro Pero Bella, La pared de la inundación II, Berlín.
- 2012 - vídeo Someone to Love, Celeste Prize 2012, Central Montemartini, Roma.
- 2012 - vídeo Someone to Love, Foto Social Fest, Perugia.
- 2012 - vídeo Someone to Love, Foto Social Fest, Piombino.
- 2012 - vídeo Someone to Love, Les Nuits Photographiques, Encuentros de Arlés.
- 2012 - vídeo Someone to Love, Les Nuits Photographiques, París.
- 2011 - 2000 y 11 autorretratos, Museo Finlandés de Fotografía, de Helsinki.
- 2011 - 2000 y 11 autorretratos, Capital Europea de la Cultura 2011, Turku. Centro de Fotografía de Peri.
- 2011 - Ser Superior, "Segundas Vidas: Jeux Masques et autres Je", Casino de Luxemburgo.

## Premios y proyectos
- 2015/16 - Proyecto "Existimos, autorretratos en cárceles noruegas", con subvenciones del EEE.
- 2015 – Premio OCIC, Oficina de Apoyo a la Iniciativa Cultural, Gobierno catalán, por su proyecto "La vida en rosa, el diálogo".
- 2015 – Premio “La Caixa”, por su proyecto de autorretratos de prisión “Quatre Camins de Barcelona”.
- 2014 – Premio OCIC, Oficina de Apoyo a la Iniciativa Cultural, Gobierno catalán, por su proyecto "Su / Historia, Mujeres detrás de la cámara".
- 2013 – Subcampeona del premio Ciudad de Palma de Artes Visuales por su vídeo “La vida en rosa # 2”.
- 2013/2014 – Proyecto “Story, dos mujeres tras la camára” dentro del programa "La diversidad cultural y de intercambio cultural" (concesión de la embajada de Noruega en España).
- 2013 – Premio OCIC, Oficina de Apoyo a la Iniciativa Cultural, Gobierno catalán, por su proyecto “La Vie en Rose” y su exposición “Pero hermosa” en la galería de arte contemporáneo La esponja, en Pergola, Italia.
- 2013 – Premio de la Crítica 2013 por su trabajo “But Beautiful”, Festival Voies Off, Arlés, Francia.
- 2013 - Premio Ora, con en la galería de arte contemporáneo La esponja, en Pergola, Italia.
- 2012 – Premio “La Caixa”, por su proyecto de autorretratos en prisión Lledoners de Barcelona
- 2012 – Premio Celeste por su video “Someone to Love”.
- 2012 - OCIC, Oficina de Apoyo a la Iniciativa Cultural, Gobierno catalán, por su exposición “Someone to Love” en la galería H2O de Barcelona y Luova galería en Helsinki y por su libro “But Beautiful - Ser Superior”.
- 2011 – Premio CONCA, Consejo de las Artes y Cultura del Gobierno catalán, por su exposición “Someone to Love” en el Mes de la Foto de Montreal de 2011.
- 2010 - Premio “La Caixa”, por su proyecto de auto-retratos de prisión de Brians 1 de Barcelona.
- 2010 - Finalista mención y honorable en el No.1 Provisional de los New York Photo Awards.
- 1996 – Premio Mosaique, CNA Luxemburgo, por su proyecto “Cielo en la tierra”.
- 1994 – Premio Fondazione Studio Marangoni, Florencia, por su proyecto “Cuerpo y alma”.

## Filmografía
- 2007 - Incontro
- 2011 - Someone to Love
- 2013/2015 - La vida en rosa